# Ligne de Laval à Pouancé
La ligne de Laval à Pouancé était une ligne de chemin de fer régionale française à écartement standard et à voie unique des départements de la Mayenne et de Maine-et-Loire.
Elle constituait la ligne 462 000 du réseau ferré national.

## Chronologie

### Ouverture
- 2 décembre 1888[2]

### Dates de fermeture
- Fermeture au service des voyageurs : 1er mars 1938[3].
- Rouverte durant la guerre du 3 octobre 1940 au 3 mai 1942[3].
- Fermeture au service des marchandises :
  - 1996 de Laval à Saint-Berthevin[4]
  - 24 septembre 1989 de Saint-Berthevin à Renazé[5]
  - 1960 de Renazé à Chazé (neutralisation)[6]
  - 3 novembre 1969 de Chazé à Pouancé[7]

### Dates de déclassement
- De Renazé à Chazé-Henry (PK 350,125 à 355,350) : 24 mai 1960[8].
- Section à Chazé-Henry (PK 355,350 à 356,905) : 14 janvier 1972[9].
- De Saint-Berthevin à Renazé (PK 305,600 à 350,125) : 18 septembre 1992[10].
- De Laval à Saint-Berthevin (PK 302,237 à 305,600) : 9 octobre 1998[11].
- De Chazé-Henry à Pouancé (PK 356,905 à 360,895) : 9 octobre 1998[11].

## Histoire
La loi du 17 juillet 1879 (dite plan Freycinet) portant classement de 181 lignes de chemin de fer dans le réseau des chemins de fer d’intérêt général retient en n° 62, une ligne de « Pouancé (Maine-et-Loire) à un point à déterminer sur la ligne de Paris à Rennes, entre Laval et le Genest, par ou près Craon ». La ligne est déclarée d'utilité publique par une loi le 27 juillet 1880.
La ligne est concédée à titre définitif par l'État à la Compagnie des chemins de fer de l'Ouest par une convention signée entre le ministre des Travaux publics et la compagnie le 17 juillet 1883. Cette convention est approuvée par une loi le 20 novembre suivant.

## État actuel
L'ancienne ligne est une voie verte en revêtement de sable stabilisé.